# مراحل تاكمان لتطور الجماعة

مراحل تاكمان لتطور الجماعة Tuckman's stages of group development أو سلّم تاكمان (وورد أيضاً برسم تكمان أو توكمان) هو نموذج لوصف تطور الجماعة أو المجموعة أو تدرّج تطوير فريق العمل سمي باسم بروس تاكمان Bruce Tuckman الذي اقترحه منذ سنة 1965، ويعد أكثر نماذج تطور الجماعة اقتباساً.
يرى تاكمان أن تطور الجماعة يحصل شكل على نموذج من خمس مراحل هي:
- التشكيل أو التشكّل أو التكوين أو التأليف Forming وهي المرحلة التي فيها يلتقي أعضاء المجموعة لأول مرة ويتعارفون فيها على بعضهم وعلى المشروع أو المهمة وأدوارهم ومسؤولياتهم فيه. يميل كل عضو إلى الاستقلال والانطواء في هذه المرحلة.
- العصف أو التصارع أو المداهمة أو الاقتحام Storming وهي المرحلة التي فيها يبدأ أعضاء المجموعة بالتعامل مع عمل على المشروع والقرارات وأسلوب الإدارة. من الممكن أن لا تكون بيئة العمل في هذه المرحلة منتجة ان لم يكن أعضاء المجموعة متعاونين أو منفتحين على افكار ووجهات نظر مختلفة.
- الانسجام أو التوافق أو تكوين المعايير أو وضع القواعد أو المبادئ Norming وهي المرحلة التي فيها يتعلم أعضاء المجموعة أن يثقوا ببعضهم البعض ويبدأ أعضاء المجموعة بالعمل الجماعي معاً كفريق لأول مرة والتأقلم مع عادات وسلوكيات بعضهم البعض لدعم المجموعة ككل.
- التنفيذ أو الأداء Performing وهي المرحلة التي فيها يصبح أعضاء الفريق معتمدين على بعضهم البعض ويخوضون السائل بسلاسة وفعالية فتبلغ المجموعة مرحلة الإنتاج والإنجازية كوحدة منتظمة.
- الانتهاء أو الختام أو الانفضاض Adjourning وهي المرحلة التي فيها يغلق المشروع أو المهمة بانتهاء العمل فيختم الفريق عمله ويتسرح كل من أعضاء الفريق من المشروع. هذه المرحلة الأخيرة كانت أحدث مرحلة أضافها تاكمان وماري جنسن في كتابهما سنة 1977.[4]

من الشائع أن يمر فريق العمل بهذه المراحل الخمس على هذا الترتيب. من غير الشائع أن يتوقف الفريق في مرحلة معينة أو يتراجع إلى مرحلة سابقة. أما في المشاريع التي تتكون من أعضاء فريق عمل أعضاؤه معاً في الماضي القريب، فقد يتجاوز أعضاء الفريق أحد هذه المراحل أو يمر بها على عجالة.
المدة الزمنية لكل من هذ ه المراحل تعتمد على دينامية الجماعة وحجمها وطريقة قيادتها. ينصح الدليل المعرفي لإدارة المشروعات مدير المشروع أن يحيط بدينامية الجماعة علماً لكي يقود بفاعلية أعضاء فريقه خلال جميع هذه المراحل.